# Sebastes fasciatus
Sebastes fasciatus – gatunek morskiej ryby skorpenokształtnej z rodziny Sebastidae.

## Występowanie
S. fasciatus jest obecny w północno-zachodnim Atlantyku w stosunkowo płytkich wodach szelfowych, od Long Island, przez zatoki Maine i Świętego Wawrzyńca, wzdłuż półwyspu Labrador, w Zatoce Hudsona, u wschodniego wybrzeża Ziemi Baffina, po zachodni i południowy szelf Grenlandii, także wokół Islandii. Zasięg występowania zamyka się w obszarze 74°N–45°N, 67°W–13°W. W podziale na regiony rybołówstwa FAO (ang. FAO Major Fishing Areas) gatunek notowany w regionach północno-zachodniego Atlantyku (nr regionu 21) i północno-wschodniego Atlantyku (27).
Jest rybą denną, bytującą nad twardym, skalistym lub gliniasto-mulistym dnem, na głębokości od 70 do około 590 m, zazwyczaj jednak jest to około 130–370 m.

## Taksonomia

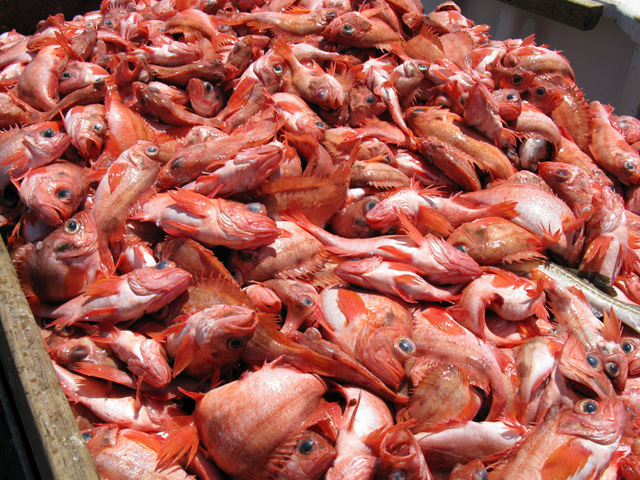
Połów gospodarczy S. fasciatus

Gatunek po raz pierwszy naukowo opisał amerykański fizyk i przyrodnik David Humphreys Storer w 1854 w piątym tomie Proceedings of the Boston Society of Natural History na podstawie okazu z basenu portowego w Provincetown w Massachusetts. Nazwy naukowej na ponad dwa miesiące przed publikacją z opisem Storera użył francuski biolog Charles Frédéric Girard, ale w odniesieniu do innego, wcześniej już opisanego gatunku – Sebastes nebulosus. Nazwa rodzajowa Sebastes pochodzi z greki i oznacza „dostojny”, „majestatyczny”. Autorzy niektórych opracowań i baz danych (jak Integrated Taxonomic Information System – ITIS) nie uznają Sebastidae za oddzielną rodzinę, włączając całą tę gałąź do rodziny skorpenowatych. Twórcy Fishes of the World umieszczają rodzaj Sebastes w podrodzinie Sebastinae, w plemieniu Sebastini wraz z trzema innymi rodzajami: Helicolenus, Hozukius i Sebastiscus.
Wyróżnia się dwa podgatunki:
- Sebastes fasciatus fasciatus Storer, 1854 – podgatunek nominatywny, ciało koloru jasnoczerwonego lub szarawoczerwonego, bez łusek po wewnętrznej stronie płetwy piersiowej,
- Sebastes fasciatus kellyi Litwinienko, 1974 – podgatunek, którego zasięg ogranicza się do zatoki Maine; ciało koloru czarnego lub ciemnozielonobrązowego, małe łuski po wewnętrznej stronie płetwy piersiowej.

## Morfologia
Skorpenokształtne budową przypominają okoniokształtne. S. fasciatus ma podłużne i mocne ciało. Osiąga maksymalnie 40 cm długości, przeważnie 30 cm. Stosunkowo duża głowa, co jest cechą charakterystyczną dla całego podrzędu skorpenowców, z dużymi oczami. Kostny wyrostek na końcu żuchwy. Kręgosłup zbudowany z 29–32, przeważnie 30 kręgów. Płetwa grzbietowa przedzielona wcięciem, z 14–16 (zazwyczaj 15) promieniami twardymi i 12–17 (zazwyczaj 13–15) miękkimi. Płetwa odbytowa z trzema kolcami i 6–9 (przeważnie 7–8) promieniami miękkimi. Płetwy piersiowe rozpięte na 17–20 (najczęściej 19) promieniach. Ciało pokryte łuskami zgrzebłowatymi (ktenoidalnymi). Głowa i pyszczek także ułuszczone; u S. f. kellyi, w przeciwieństwie do S. f. fasciatus, małe łuski po wewnętrznej stronie płetwy piersiowej. Od 31 do 38 łusek w linii bocznej, najczęściej jest ich 33. Kolor jasnoczerwony lub szarawoczerwony, z ciemniejszymi strefami na pokrywie skrzelowej; u S. f. kellyi ciało czarne lub ciemnozielonobrązowe. Gatunek bardzo podobny do menteli (S. mentella) i bardzo trudny do odróżnienia od niego wizualnie, choć ta może mieć nieco bardziej wrzecionowate ciało niż S. fasciatus.

## Tryb życia

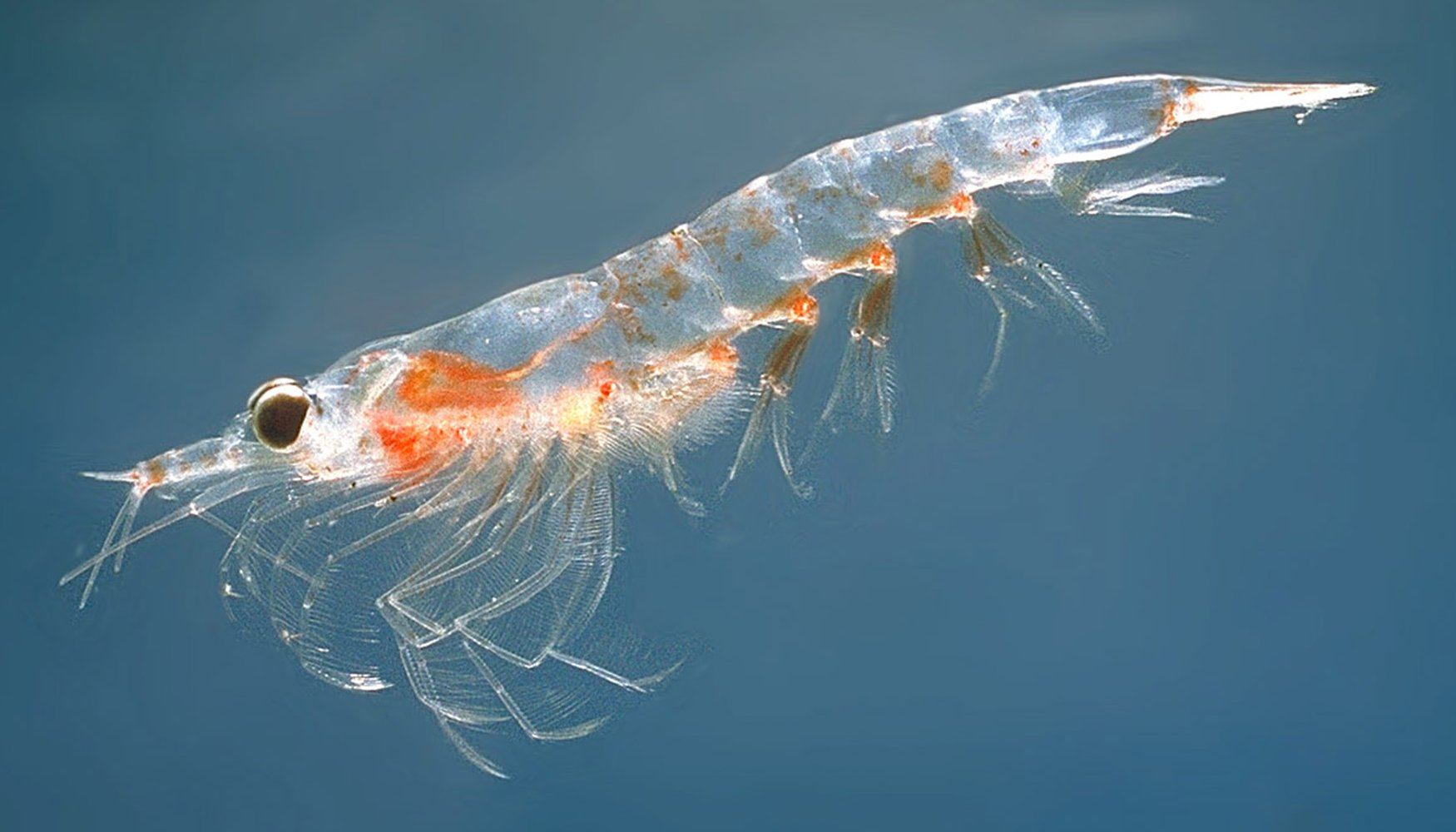
Kryl północny – składnik diety S. fasciatus

Całe życie spędza w grupie. Jest rybą długowieczną, podobnie jak wszystkie gatunki rodzaju Sebastes, i wolno rosnącą; szacuje się, że żyje 30–50 lat. Cechuje się niską rozrodczością. Dojrzałość płciową osiąga przy długości ciała ponad 20 cm. Jego dietę stanowią szczętki (m.in. kryl północny Meganyctiphanes norvegica i szczętki z rodzaju Thysanopoda), dziesięcionogi, torboraki z rodzaju Mysida, małe ryby i mięczaki. Sama pada ofiarą większych ryb, np. żabnicy amerykańskiej (Lophius americanus), lufara (Pomatomus saltatrix) i włócznika (Xiphias gladius). Gatunek jajożyworodny.

## Zagrożenia i ochrona
IUCN uznaje S. fasciatus za gatunek zagrożony wyginięciem (EN) od 1996. Intensywny połów od lat 30. XX wieku w połączeniu z niską rozrodczością przyczyniły się do znacznego spadku liczebności.